# Daichi Hara
Daichi Hara (jap. 原 大智 Hara Daichi; ur. 4 marca 1997 w Tokio) – japoński narciarz dowolny, specjalizujący się w jeździe po muldach, brązowy medalista olimpijski oraz mistrzostw świata.

## Kariera
Po raz pierwszy na arenie międzynarodowej pojawił się 9 stycznia 2012 roku w Madarao, gdzie w zawodach FIS Race zajął ósme miejsce. W 2014 roku wystąpił na mistrzostwach świata juniorów w Valmalenco, gdzie zajął 34. miejsce w jeździe po muldach. Na rozgrywanych dwa lata później mistrzostwach świata juniorów w Åre w muldach podwójnych był piąty. W zawodach Pucharu Świata zadebiutował 3 stycznia 2015 roku w Calgary, zajmując 37. miejsce. Pierwsze pucharowe punkty wywalczył 29 stycznia 2015 roku w Lake Placid, zajmując 21. miejsce. 
Podczas rozgrywanych w 2017 roku mistrzostw świata w Sierra Nevada zajął 23. miejsce w jeździe po muldach, a w rywalizacji na muldach podwójnych nie wystartował. Rok później wziął udział w igrzyskach olimpijskich w Pjongczangu, zdobywając brązowy medal w jeździe po muldach. W zawodach tych lepsi okazali się jedynie Kanadyjczyk Mikaël Kingsbury i Matt Graham z Australii. W 2019 roku, na mistrzostwach świata w Deer Valley wywalczył dwa brązowe medale. Jeden w jeździe po muldach gdzie, podobnie jak rok wcześniej na IO, lepsi okazali się Kingsbury oraz Graham. Z kolei drugi w muldach podwójnych, gdzie przegrał z Kingsburym oraz Amerykaninem Bradleyem Wilsonem.

## Osiągnięcia

### Igrzyska olimpijskie
| Miejsce | Dzień     | Rok  | Miejscowość | Konkurencja      | Zwycięzca        |
| ------- | --------- | ---- | ----------- | ---------------- | ---------------- |
| 3.      | 12 lutego | 2018 | Pjongczang  | Jazda po muldach | Mikaël Kingsbury |
| 7.      | 5 lutego  | 2022 | Pekin       | Jazda po muldach | Walter Wallberg  |

### Mistrzostwa świata
| Miejsce | Dzień    | Rok  | Miejscowość   | Konkurencja      | Zwycięzca        |
| ------- | -------- | ---- | ------------- | ---------------- | ---------------- |
| 23.     | 8 marca  | 2017 | Sierra Nevada | Muldy            | Ikuma Horishima  |
| DNS     | 9 marca  | 2017 | Sierra Nevada | Muldy podwójne   | Ikuma Horishima  |
| 3.      | 8 lutego | 2019 | Deer Valley   | Jazda po muldach | Mikaël Kingsbury |
| 3.      | 9 lutego | 2019 | Deer Valley   | Muldy podwójne   | Mikaël Kingsbury |

### Puchar Świata

#### Miejsca w klasyfikacji generalnej
- sezon 2014/2015: 187.
- sezon 2015/2016: 37.
- sezon 2016/2017: 95.
- sezon 2017/2018: 112.
- sezon 2018/2019: 22.
- sezon 2019/2020: –

Od sezonu 2020/2021 klasyfikacja jazdy po muldach jest jednocześnie klasyfikacją generalną.
- sezon 2020/2021: –
- sezon 2021/2022: 14.

#### Miejsca na podium w zawodach
1. Calgary – 12 stycznia 2019 (jazda po muldach) – 3. miejsce
2. L’Alpe d’Huez – 17 grudnia 2021 (jazda po muldach) – 2. miejsce